# London Press Exchange
The London Press Exchange založili v roce 1892 Frederick Higginbottom a Reginald J. Sykes a během druhé světové války se stala významnou vládní reklamní agenturou. V roce 1969 se sloučila s agenturou Leo Burnett.
Agentura také zajišťovala propagaci pro film Elsie and the Brown Bunny (Elsie a hnědý zajíček) a reklamní plakáty pro Festival of Britain (Britský festival) v roce 1951.

Dne 5. listopadu 1946 byla v kancelářích London Press Exchange založena Market Research Society (Společnost pro výzkum trhu).

## Významní lidé
- Frederick Higginbottom (1859–1943) spoluzakladatel
- Keith Lucas (1924–2012), který se stal ředitelem Britského filmového institutu [6][7]
- William Stewart (* 1886 Greenwich), scénograf, ilustrátor, umělecký ředitel London Press Exchange, Ltd. a hlavní výtvarník společnosti Stoll Circuit
- Howard Thomas (1909–1986) pracoval v komerční rozhlasové sekci
- Mark Abrams (1906–1994) vedl ve 30. letech 20. století výzkumnou funkci a přinášel průlomové Mark Abrams's studies (studie Marka Abramse)